# Valeri Medvédtsev
Valeri Alexéyevich Medvédtsev –en ruso, Валерий Алексеевич Медведцев– (Izhevsk, 5 de julio de 1964) es un deportista ruso que compitió para la URSS en biatlón. Ha estado casado con dos biatletas, primero con Natalia Snytina y después con Olga Pyliova.
Participó en tres Juegos Olímpicos de Invierno, entre los años 1988 y 1994, obteniendo en total cuatro medallas: un oro y dos platas en Calgary 1988 y una plata en Albertville 1992.
Ganó siete medallas en el Campeonato Mundial de Biatlón entre los años 1986 y 1993.

## Palmarés internacional
| Representando a la URSS           |                              |                   |            |
| Juegos Olímpicos                  |                              |                   |            |
| Año                               | Lugar                        | Medalla           | Prueba     |
| 1988                              | Calgary (Canadá)             | Medalla de oro    | Relevos    |
| 1988                              | Calgary (Canadá)             | Medalla de plata  | Velocidad  |
| 1988                              | Calgary (Canadá)             | Medalla de plata  | Individual |
| Campeonato Mundial                |                              |                   |            |
| Año                               | Lugar                        | Medalla           | Prueba     |
| 1986                              | Oslo (Noruega)               | Medalla de oro    | Velocidad  |
| 1986                              | Oslo (Noruega)               | Medalla de oro    | Individual |
| 1986                              | Oslo (Noruega)               | Medalla de oro    | Relevos    |
| 1987                              | Lake Placid (Estados Unidos) | Medalla de plata  | Relevos    |
| 1990                              | Minsk (URSS)                 | Medalla de oro    | Individual |
| 1991                              | Lahti (Finlandia)            | Medalla de bronce | Equipo     |
| Representando al Equipo Unificado |                              |                   |            |
| Juegos Olímpicos                  |                              |                   |            |
| Año                               | Lugar                        | Medalla           | Prueba     |
| 1992                              | Albertville (Francia)        | Medalla de plata  | Relevos    |
| Representando a Rusia             |                              |                   |            |
| Campeonato Mundial                |                              |                   |            |
| Año                               | Lugar                        | Medalla           | Prueba     |
| 1993                              | Borovets (Bulgaria)          | Medalla de plata  | Relevos    |